# Watanabe Tetsuzō

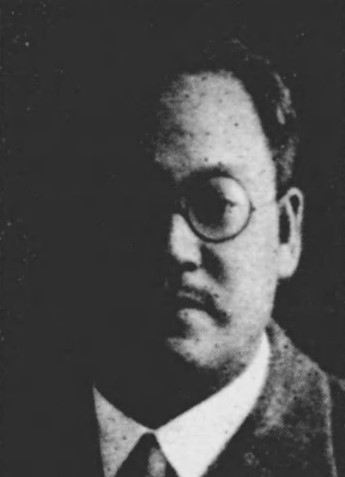
Watanabe Tetsuzō

Watanabe Tetsuzō (japanisch 渡辺 銕蔵; geboren 14. Oktober 1885 in Osaka; gestorben 5. April 1980) war ein japanischer Wirtschaftsfachmann und Unternehmer.

## Leben und Wirken
Watanabe Tetsuzō machte 1910 seinen Studienabschluss im Fach Politische Wissenschaften an der Kaiserlichen Universität Tokio als Klassenbester. Ab demselben Jahr besuchte er als Stipendiat des Kultusministeriums zur Weiterbildung England, Deutschland und Belgien. 1913 kehrte er nach Japan zurück und wurde außerordentlicher Professor an Juristischen Fakultät seiner Alma Mater. 1917 wurde er Doktor der Rechtswissenschaften. 1919 war er an der Gründung der Wirtschaftswissenschaftlichen Fakultät beteiligt und wurde dort Professor und wurde zu einem Begründer der Betriebswirtschaftslehre in Japan.
Die russische Revolution von 1917 hatte ihre Auswirkungen auch in Japan. 1920 veröffentlichte Morito Tatsuo, außerordentlicher Professor derselben Abteilung, in einer Zeitschrift einen Artikel über Kropotkin. Watanabe kritisierte, dass dieser Beitrag keinen logischen oder akademischen Wert habe. Das führte zum Aufbegehren von Moritos Studenten, mit dem aber Watanabe zurechtkam.
1927 trat Watanabe als Professor an der Universität Tokio zurück und wurde im folgenden Jahr unter dem Unternehmer Gō Seinosuke (1865–1942) Direktor der Japanischen Industrie- und Handelskammer. 1936 wurde er als Mitglied der Partei Minseitō in das Repräsentantenhaus des Parlaments gewählt. 1944 kam es wegen seiner Kritik an der militärischen Expansion und Anti-Nazi-Bewegungen zu seiner Verhaftung.
Nach dem Zweiten Weltkrieg war Watanabe von 1947 bis 1950 Präsident und Vorsitzender des Filmunternehmens Tōhō. Während dieser Zeit, im April 1948, wurden 270 Mitarbeiter entlassen, was zum „Tōhō-Konflikt“ (東宝争議, Tōhō sōgi) führte. Der Konflikt endete, als im August das Bezirksgericht Tokio eine einstweilige Verfügung erließ, das die streitende Gruppe das von ihnen besetzte Kinuta-Studios (砧撮影所) verlassen müsse. Dafür wurden 1.800 bewaffnete Polizisten, US-Militärpanzer und Flugzeuge aufgeboten. Danach war er Präsident der „Nippon Sport Science University“ (日本体育大学, Nihon kyōiku daigaku) und Vorsitzender der „Film Classification and Rating Organization“ (映画倫理機構, Eiga rinri kikō), kurz EIRIN, und Vorsitzender der antikommunistischen „Free Asia Association“.
Watanabe war Autor von Büchern wie „Jimetsu no tatakai“ (自滅の戦い) – „Die Schlacht der Selbstzerstörung“ und „Hansen hankyō 40-nen“ (反戦反共40年) „40 Jahre Kriegsgegner, Antikommunist“.